# Joe Brown (Boxer)
Joe Brown (* 18. Mai 1926 in Baton Rouge, Louisiana; † 4. Dezember 1997 in New Orleans) war ein US-amerikanischer Boxer.

## Profikarriere
Joe Brown bestritt seinen ersten Profikampf 1943 in New Orleans im Alter von 17 Jahren und gewann über vier Runden nach Punkten. Die blieb allerdings vorerst sein einziger Kampf, da er anschließend zum Kriegsdienst bei der US Navy einberufen wurde. Nach Kriegsende setzte er seine Boxkarriere fort, verlor jedoch seine ersten zwei Kämpfe nach der erzwungenen zweijährigen Pause gegen Melvin Bartholomew und seinen Debütgegner Leonard Caesar, gegen die er in der Anfangsphase seiner Laufbahn je vier Mal boxte. Auch dem deutlich erfahrenerem Sandy Saddler unterlag er in dieser Zeitperiode vorzeitig.
Mit unspektakulärem, aber effektivem Boxen mit einem guten linken Haken arbeitete er sich im Leichtgewicht mit Siegen über Virgil Akins, Isaac Logart and Teddy „Redtop“ Davis dann stetig nach oben.
Im Mai 1956 gewann er zuerst einen Nichttitelkampf gegen Weltmeister Wallace „Bud“ Smith, dann am 4. August 1956 schlug er im Kampf um die Weltmeisterschaft Smith erneut. Brown war zu diesem Zeitpunkt schon jenseits der 30 und nannte sich deshalb „Old Bones“. Einen weiteren Kampf gegen Smith gewann er durch K. o., dann folgten zehn weitere Verteidigungen (damals ein Rekord) in fünf Jahren gegen die durchschnittlichen Boxer die damals aktiv waren, unter anderem mit einem knappen Punktsieg über den britischen Angriffsboxer Dave Charnley 1961 in London.
Am 21. April 1962 verlor „Old Bones“ dann 35-jährig seinen Titel an den zehn Jahre jüngeren Carlos Ortiz. Brown kämpfte danach noch weiter bis 1970, verlor aber den Großteil seiner Kämpfe. Unter anderem unterlag er Nicolino Locche 1963 in Argentinien. Im Alter von 44 beendete er schließlich seine Karriere.
1996 fand Brown Aufnahme in die International Boxing Hall of Fame.